# Kason Sugioka
Kason Sugioka (杉岡 華邨, Sugioka Kason, 6 mars 1913 – 3 mars 2012) est un calligraphe et pédagogue japonais, titulaire de l'Ordre de la Culture, du prix de la culture de la préfecture de Nara, du prix Nitten du Ministère de l'Éducation, du prix de l'Académie japonaise des arts. En 2000, le musée Sugioka de calligraphie ouvre ses portes au Gangō-ji – qui fait partie de la liste du patrimoine mondial de l'Humanité de l'UNESCO.

## Biographie
Sugioka naît à Yoshino-gun dans le village de Shimokitayama du district de Yoshino dans la préfecture de Nara. Il poursuit ses études de calligraphie après l'obtention de son diplôme d'études secondaires. Sugioka obtient son certificat d'enseignement de l 'université d'éducation d'Osaka, puis étudie la littérature et l'esthétique à l'université de Kyoto, après quoi il s'initie à l'art du zen auprès de Shin'ichi Hisamatsu.
Sugioka, qui expose régulièrement au Nitten et autres cénacles, est régulièrement publié dans le Yomiuri Shimbun. Il a de nombreux étudiants et publie des ouvrages.

## Ouvrages
- Kanasho no Bi o Hiraku: Sho to Hito (1998)
- Kanasho no Bi Chirashi no Sekai (2000)
- Daihyosaku ni miru Kason Rokujunen no Ayumi (Narashi Sugioka Kason Shodo Bijutsukan Kaikan Kinen) (2000)
- Yamato no Uta Man yo no Uta (Narashi Sugioka Kason Shodo Bijutsukan Kaikan Kinen Tokubetsuten) (2001)
- Kana no Miyabi: Kason no Hosoji (2001)
- Kokoro no Sho: Kason no Chuji Daiji (Narashi Sugioka Kason Shodo Bijutsukan Kaikan Kinen Tokubetsuten Dai 5ki) (2001)